# Кампанья, Аврора
Аврора Кампанья (итал. Aurora Campagna, род. 4 августа 1998) — итальянская спортсменка, борец вольного стиля, серебряный призёр чемпионата Европы 2019 года.

## Биография
На международных спортивных соревнованиях по борьбе выступает с 2014 года.
В 2018 году приняла участие в соревнованиях по борьбе на юниорском чемпионате мира, который состоялся в словацком городе Трнава. В весовой категории до 62 килограмма, она заняла итоговое третье место и завоевала бронзовую медаль.
В апреле 2019 года на чемпионате континента в румынской столице, в весовой категории до 62 кг Аврора в схватке за золотую медаль уступила спортсменке из Болгарии Тайбе Юсеин и завоевала серебряную медаль взрослого чемпионата Европы, первую для себя в карьере.
Осенью 2019 года впервые в карьере приняла участие во взрослом чемпионате мира, который проходил в Казахстане. В категории до 62 килограмм заняла итоговое 24 место. 